# Valerie Thomas
Valerie L. Thomas (* 8. února 1943) je americká datová vědkyně a vynálezkyně. Byla zodpovědná za vývoj digitálních médií pro zpracování obrazu, které byly použity v počátcích programu Landsat.

## Raný život a vzdělání
Thomas se narodila v Baltimoru. Po absolvování high school v roce 1961 navštěvovala Morgan State University, kde byla jednou ze dvou žen, které se věnovaly fyzice. Thomas v roce 1964 absolvovala studium fyziky s nejvyšším vyznamenáním.

## Kariéra
Thomas začala pracovat pro NASA jako datová analytička v roce 1964. Věnovala se zpracování obrazu a dohlížela na vytvoření programu Landsat. Její účast v tomto programu navázala na práce dalších vědců NASA, kteří se snažili o vizualizaci Země z vesmíru.
V roce 1974 vedla Thomas tým asi 50 lidí pro Velký experiment s plodinami (LACIE), společnou iniciativu s Johnsonovým vesmírným střediskem, Národním úřadem pro oceán a atmosféru (NOAA) a ministerstvem zemědělství Spojených států amerických. LACIE prokázala možnost využití satelitů k automatizaci procesu předpovídání výnosů pšenice v celosvětovém měřítku.
Dne 21. října 1980 získala patent na přenosový systém iluzí, zařízení, které NASA k roku 2024 používá a které bylo adaptováno pro obrazovky různých zařízení od chirurgických nástrojů po televize. Thomas se stala zástupcem vedoucího Úřadu pro provoz vesmírných vědeckých dat v NASA. Její vynález byl ztvárněn v dětské knize, televizi a počítačových hrách.
V roce 1985 Thomas, jako vedoucí NSSDC Computer Facility, úspěšně zorganizovala spojení a restrukturalizaci dvou původně nezávislých počítačových systémů. Poté převzala vedení projektu Space Physics Analysis Network (SPAN) v období 1986 až 1990, během něhož prošel SPAN významnou rekonfigurací a významným nárůstem z vědecké sítě s přibližně 100 počítačovými uzly na globální síť, spojující přibližně 2 700 uzlů po celém světě. Tým Thomas byl oceněn za vytvoření tohoto rozsáhlého počítačového propojení, které revolučně zlepšilo vědeckou spolupráci, propojilo výzkumné instituce a umožnilo efektivnější výměnu poznatků mezi vědci napříč celým světem.

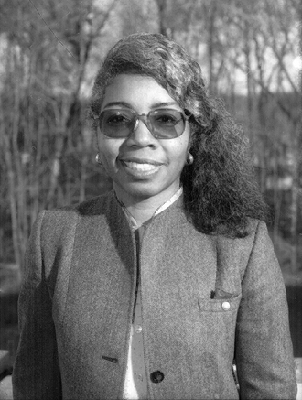
Fotografie Valerie Thomas z roku 1995

V roce 1990 se SPAN stal hlavní součástí vědeckých sítí NASA a dnešního internetu. Také se účastnila projektů souvisejících s Halleyovou kometou, výzkumem ozónu, satelitní technologií a programem Voyager.
Thomas také mentorovala studenty v programu Mathematics Aerospace Research and Technology Inc. Mentorovala studenty pracující v letních programech ve Goddardově kosmickém středisku. Také byla porotkyní na vědeckých veletrzích, spolupracovala s organizacemi jako National Technical Association (NTA) a Women in Science and Engineering (WISE).
Koncem srpna 1995 opustila NASA a své role jako náměstkyně vedoucího oddělení pro operace dat ve vědeckém kosmickém prostoru, manažerka NASA Automated Systems Incident Response Capability a předsedkyně výboru pro vzdělávání v oddělení pro operace dat ve vědeckém kosmickém prostoru.